# Polisporangiòfits
Els polisporangiòfits (Polysporangiophyta) són un gran grup de plantes on l’esporòfit (la generació que es reprodueix mitjançant espores) té tiges ramificades que porten els esporangis.
És un clade (grup monofilètic) que inclou a totes les plantes terrestres, excepte als briòfits en sentit ampli (hepàtiques, molses i antocerotes), els esporòfits dels quals normalment no són ramificats, encara que es puguin donar alguns casos excepcionals.
Tot i que la seva definició no inclou la presència o no de teixit vascular, tots els polisporangiòfits actualment vius (que inclourien als pteridòfits i espermatòfits) són plantes vasculars o traqueòfits. Encara que n’hi ha alguns de fòssils, extints, que no tenen teixit vascular i per tant no són traqueòfits (Aglaophyton i representants del grup dels  Horneofitòpsides).
Sobretot tenen especial interès aquests grups més primitius, per intentar comprendre el pas evolutiu entre els briòfits als traqueòfits. Aquests representants fòssils són plantes que van aparèixer a l'Ordovicià final. Tenien els esporangis als extrems de tiges ramificades, no tenien ni fulles ni flors i les arrels eren uns filaments molt fins. Dos dels més coneguts són Cooksonia i Rhynia gwynnevaughanii que eren plantes vasculars. Cooksonia està datada de fa 425 milions d'anys i va viure al període Silurià.
En alguns dels més primitius, com els representants del gènere Aglaophyton o els membres del grup fòssil dels Horneofitòpsides. no s'han trobat estructures que permetin afirmar que tenien teixits vasculars evolucionats com hi ha en els traqueòfits actuals.

## Característiques

### Reproducció
Aquestes plantes es caracteritzen fonamentalment pels seus esporangis ramificats: En els més primitius (representants fòssils del clade) es trobaven a la part de dalt de les tiges dels esporòfits. Però en els representants dels grups actuals es poden trobar a la cara abaxial de les fulles (com en el cas de les falgueres), o bé sobre tiges especials, els anomenats esporangiòfors (cas dels equisets) o els esporocarps de les salvinials.
En els polisporangiòfits, contràriament al que passa en els briòfits, antocerots i marchantiòfits, la fase esporofítica diploide domina sobre la fase gametòfita haploide. La generació del gametòfit (on té lloc la reproducció sexual) es va reduïnt cada vegada més: des dels pteridòfits més primitius on encara és un tal.lòfit amb vida independent (amb anteridis i arquegonis i anterozoides flagelats) fins a les plantes amb flors que, segons aquesta teoria evolutiva, serien la darrera evolució dels polisporangiòfits i hauríem d'interpretar a aquestes plantes que tots coneixem com uns esporòfits que han acabat col·locant-se a sobre la generació gametòfit, com una estructura absolutament depenent, anomenada flor.

## Fòssils
Els  representants fòssils més antics dins dels polisporangiòfits estarien entre els primers fòssils de plantes terrestres coneguts i corresponen al període del Silurià: són Cooksonia i Aglaophyton i tenen més de 400 milions d'anys. Abans d'aquests fòssils (menys o menys complerts de la planta) només es conserven microfòssils que ens mostren alguns tipus de vida més primitius, que segurament estarien emparentats amb els briòfits.
Els primers polisporangiòfits ens mostren hipotèticament el pas des dels briòfits més evolucionats (que començaven a tenir alguns sistemes per conduir líquid dins de les plantes) cap a les plantes vasculars. No tenien ni fulles ni flors. Aquests fòssils tampoc tenien arrels ben desenvolupades i sembla que la planta s'unia al sòl per filaments radicals molt fins. En alguns d'aquests fòssils no s'han trobat vestigis de vasos conductors evolucionats (tipus traqueides) per la qual cosa s'ha postulat que els primers polisporangiòfits encara no tenien un veritable teixit conductor (un caràcter més propi dels briòfits en sentit ampli que dels traqueòfits).

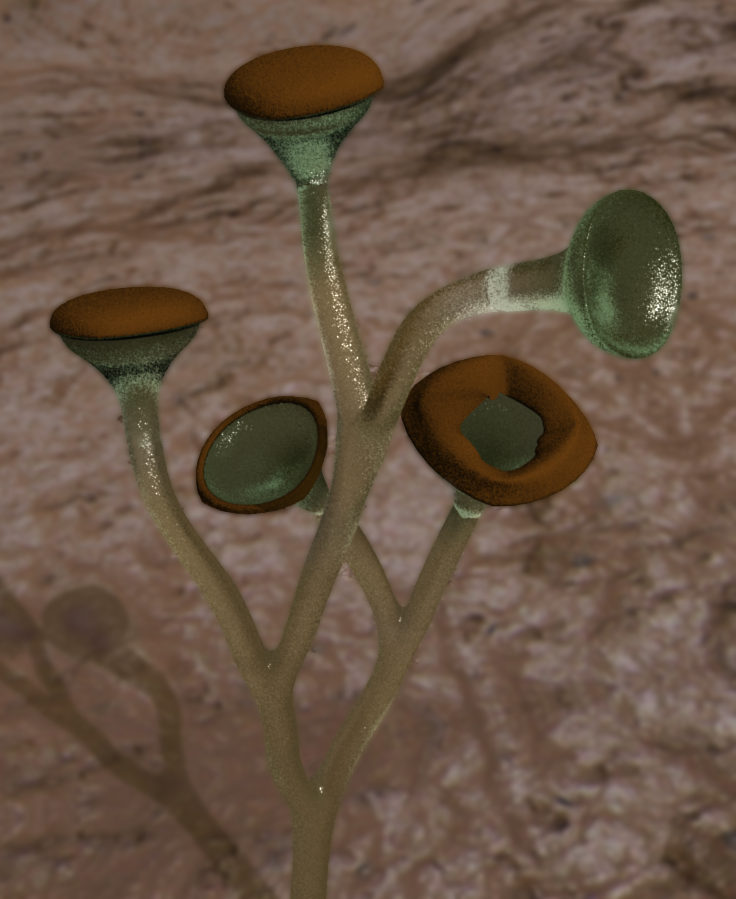
Reconstrucció de lesporòfit de Cooksonia pertoni.

## Filogènia i evolució
Els polisporangiòfits s'ubiquen en les filogènies actuals dins el grup-germà dels Bryophyta dins dels Stomatophyta. Els traqueòfits veritables es divideixen en dos grups: Lycophyta, on hi ha els licopodis actuals i fòssils o els fòssils de Lepidodendron, i els Eufil·lòfits, que contenen les falgueres i grups afins, les gimnospermes i les angiospermes. A la base dels traqueòfits es situen dos grups fòssils molt antics que no tindrien encara teixits conductors: Horneophytopsida i Aglaophyton. Tot i això la filògènia de les plantes vasculars encara no està totalment clarificada.

### Filogènia
Els polysporangiòfits presenten les següents relacions filogenètiques:
|  | Horneophytopsida †                                             |
|  |                                                                |
|  | \| \| Aglaophyton † \| \| \| \| \| \| Tracheophyta \| \| \| \| |
|  |                                                                |
|  | Aglaophyton †                                                  |
|  |                                                                |
|  | Tracheophyta                                                   |
|  |                                                                |

|  | Aglaophyton † |
|  |               |
|  | Tracheophyta  |
|  |               |

|  | Horneophytopsida †                                             |
|  |                                                                |
|  | \| \| Aglaophyton † \| \| \| \| \| \| Tracheophyta \| \| \| \| |
|  |                                                                |
|  | Aglaophyton †                                                  |
|  |                                                                |
|  | Tracheophyta                                                   |
|  |                                                                |

|  | Aglaophyton † |
|  |               |
|  | Tracheophyta  |
|  |               |